# Верхний Мыртыю
Верхний Мыртыю  (коми Вылыс Мыртыю) — посёлок, входящий в состав городского округа Сыктывкар.

## География
Расположен в лесном массиве на правобережье Сысолы в 9 км на юг-юго-восток от города Сыктывкар.

## История
Основан в 1940-х годах. В 1949 году место размещения высланных граждан, в большинстве немцев. В 1956 году отмечался как посёлок лесозаготовителей. В 1959 году население составляло 723 человека, в 1989 — 289, в 1992 — 252.

## Население
Постоянное население составляло 131 человек (русские 68 %) в 2002 году.
| 1989 | 2002 | 2010 |
| ---- | ---- | ---- |
| 277  | ↘131 | ↘86  |